# Anders Hornslien
Anders Hornslien (* 6. Dezember 1970 in Oslo) ist ein norwegischer Politiker der Arbeiderpartiet und Journalist.

## Karriere
Nach seiner Schulzeit wurde Hornslien politisch aktiv. Er war von 1991 bis 1993 Vorsitzender der Jugendorganisation Arbeidernes Ungdomsfylking (AUF) in Oslo und Mitglied des Stadtrates von Oslo. Zwischen 1993 und 1996 war er Vorsitzender von Europeisk Ungdom, einer norwegischen pro-europäischen Jugendorganisation.
Von 1993 bis 1997 sowie von 1997 bis 2001 war Hornslien Vararepresentant im norwegischen Parlament, dem Storting. Als solcher war er nicht direkt ins Parlament gewählt, er vertrat jedoch von 1993 bis 1997 und von 2000 bis 2001 abwechselnd Bjørn Tore Godal und Jens Stoltenberg.
Nach 2001 beendete er seine politische Karriere und wurde im norwegischen Fernsehen als Moderator tätig. Hornslien ist als Fernsehmoderator auf den Sendern Metropol TV und Kanal 24 zu sehen.

## Verurteilung wegen Betrugs
1998 wurde Hornslien, wie auch weitere AUF-Mitglieder, wegen schweren Betrugs zu fünf Monaten Gefängnisstrafe verurteilt, von denen drei Monate auf Bewährung waren. Er verbrachte deshalb 1998 zwei Monate im Gefängnis. Er hatte gemeinsam mit anderen Mitglieder der AUF-Spitze in Oslo die Mitgliederzahl falsch angegeben, um so mehr Unterstützungsgelder von der Kommune Oslo zu bekommen.

## Privates
Hornslien ist seit 1996 mit seinem Lebenspartner Vidar Ovesen verheiratet. Als erster Abgeordneter eines nationalen Parlamentes weltweit ging er eine Lebenspartnerschaft ein.